# Herby Fortunat
Herby Fortunat (Port-au-Prince, 28 giugno 1982) è un ex calciatore francese naturalizzato congolese (Repubblica del Congo), di ruolo attaccante.